# Pelidnota beraudi
Pelidnota beraudi är en skalbaggsart som beskrevs av Soula 2009. Pelidnota beraudi ingår i släktet Pelidnota och familjen Rutelidae. Inga underarter finns listade i Catalogue of Life.